# Macarophaeus varius
Espèce
Synonymes
- Scotophaeus varius Simon, 1893

Macarophaeus varius est une espèce d'araignées aranéomorphes de la famille des Gnaphosidae.

## Distribution
Cette espèce est endémique des îles Canaries. Elle se rencontre à Tenerife, à La Palma et à El Hierro.

## Publication originale
- Simon, 1893 : Histoire naturelle des araignées. Paris, vol. 1, p. 257-488 (texte intégral).